# Curtia malmeana
Curtia malmeana là một loài thực vật có hoa trong họ Long đởm. Loài này được Gilg mô tả khoa học đầu tiên năm 1898.